# Maurice Boutel
Pour les articles homonymes, voir Téboul.
Maurice Boutel (né Moïse Teboul le 29 mars 1911 à Marnia, Algérie et mort le 5 janvier 2003) est un réalisateur, scénariste et dialoguiste français.

## Filmographie

### Comme réalisateur
- 1951 : Le Cas du docteur Galloy (sous le nom de Maurice Téboul)
- 1951 : Monsieur Octave
- 1959 : Brigade des mœurs
- 1960 : Interpol contre X
- 1960 :  Business
- 1961 : Première Brigade criminelle
- 1963 : La Prostitution
- 1964 : De l'assassinat considéré comme un des beaux-arts (inédit)
- 1966 : L'Homme de l'Interpol

### Comme scénariste
- 1951 : Monsieur Octave (sous le nom de Maurice Téboul)
- 1951 : Le Cas du docteur Galloy (sous le nom de Maurice Téboul)
- 1959 : Brigade des mœurs
- 1961 : Première Brigade criminelle
- 1960 :  Business
- 1963 : La Prostitution
- 1966 : L'Homme de l'Interpol